# Harmony (canción)
"Harmony" es una canción escrita por Bernie Taupin y Elton John que fue originalmente lanzada por Elton John en su álbum doble del año 1973, Goodbye Yellow Brick Road como la última pista del mismo, grabada como la mayoría del LP en Château d'Hérouville, Francia. En los EE. UU. en 1974 la canción fue lanzada como el lado B de su exitosa canción "Bennie and the Jets", y en 1980 se volvió a lanzar, ahora como el lado A de Mona Lisas and Mad Hatters para promocionar su álbum recopilatorio, The Very Best of Elton John.

## Lanzamiento
Originalmente se planeaba que la canción fuera el cuarto sencillo lanzado del álbum Goodbye Yellow Brick Road, pero esto se canceló y al final fue el lado B de Bennie and the Jets  DJM finalmente lanzó tiempo después la canción como solo en el Reino Unido en 1980, respaldado con "Mona Lisas and Mad Hatters", para apoyar el álbum recopilatorio The Very Best of Elton John.

### Éxito en la radio
Harmony se hizo una composición popular en la radio de Estados Unidos especialmente WBZ-FM en Boston, incluso cuando fue solo un lado B se hizo una de las canciones más populares de Elton.